# ラッタプーム郡
座標: 北緯7度8分6秒 東経100度16分24秒 / 北緯7.13500度 東経100.27333度
ラッタプーム郡(ラッタプームぐん、タイ語: รัตภูมิ)はタイ南部ソンクラー県の郡の一つ。

## 歴史
ラッタプーム郡はもともとパッタルン県パークパユーン郡内の一地域であったが、ラーマ5世の御世にはラッタプーム分郡となり、現在のソンクラー県クワンニエン郡タムボン・ラッタプーム第3村に庁舎が建てられた。1892年、庁舎をタムボン・カムペーンペットに移し、郡に昇格。さらに郡名をカムペーンペット郡に変更した。1937年、郡の名前はカムペーンペットからラッタプームに改名された。

## 地理
ラッタプーム郡は東から時計回りにクワンニエン郡、バーンクラム郡、ハートヤイ郡、サトゥーン県クワンカーロン郡、パッタルン県パーボーン郡に接する。

## 行政区分
ラッタプーム郡は5のタムボンに分かれ、さらにその下位に59の村（ムーバーン）がある。郡内にはテーサバーンが2つある。テーサバーンタムボン・カムペーンペットは、タムボン・カムペーンペットの一部を管理している。テーサバーンタムボン・ナーシートーンは、タムボン・カオプラの一部を管理している。その他のそれぞれのタムボンはタムボン行政体により行政が行われている。
| No. | 名                         | タイ語    | 村数 | 人口   |
| --- | -------------------------- | --------- | ---- | ------ |
| 1.  | タムボン・カムペーンペット | กำแพงเพชร | 12   | 18,989 |
| 2.  | タムボン・ターチャムアン   | ท่าชะมวง   | 13   | 15,821 |
| 3.  | タムボン・クーハータイ     | คูหาใต้     | 14   | 11,561 |
| 4.  | タムボン・クアンルー       | ควนรู      | 9    | 6,200  |
| 9.  | タムボン・カオプラ         | เขาพระ    | 11   | 15,390 |